# Peltophyllum
Peltophyllum Gardner – rodzaj wieloletnich, myko-heterotroficznych roślin bezzieleniowych z rodziny tryurydowatych, obejmujący dwa gatunki: Peltophyllum caudatum (Poulsen) R.Schmid & M.D.Turner, endemiczny dla Rio de Janeiro w Brazylii, i Peltophyllum luteum Gardner, występujący w Brazylii, Argentynie i Paragwaju.

## Morfologia
PokrójNiewielkie rośliny bezzieleniowe, o pędach pokrytych hialiną.
ŁodygaNitkowate, podziemne kłącze. Pęd naziemny spłaszczony, z kilkoma zredukowanymi, łuskowatymi liśćmi.
KwiatyRośliny dwupienne. Kwiaty zebrane w grono. Okwiat pojedynczy, sześciolistkowy. Listki równej wielkości, nagie, zakończone kończykiem. Kwiaty męskie z 3 czterosporangiowymi pręcikami, siedzącymi na krawędzi wklęsłego środka dna kwiatowego. Kwiaty żeńskie z licznymi, brodawkowatymi owocolistkami.
OwoceNiełupki.

## Systematyka
Według Angiosperm Phylogeny Website (aktualizowany system APG IV z 2016) rodzaj należy do rodziny tryurydowatych (Triuridaceae), w rzędzie pandanowców (Pandanales)  zaliczanych do jednoliściennych (monocots).